# Zapotèque de Xadani
Le zapotèque de Xadani (ou zapotèque de Santa María Xadani, zapotèque de Pochutla de l'Est) est une variété de la langue zapotèque parlée dans l'État de Oaxaca, au Mexique.

## Localisation géographique
Le zapotèque de Xadani est parlé dans le district de Pochulta (en), dans la municipalité de San Miguel del Puerto, la ville de Santa María Xadani (en) et seize autres villes proches dans l'État de Oaxaca, au Mexique,.

## Utilisation
En 1990, 340 personnes parlent le zapotèque de Xadani, dont une qui est monolingue. 122 de ces locuteurs ont plus de 50 ans et 90 ont entre 35 et 50 ans.